# Angličtí demokraté

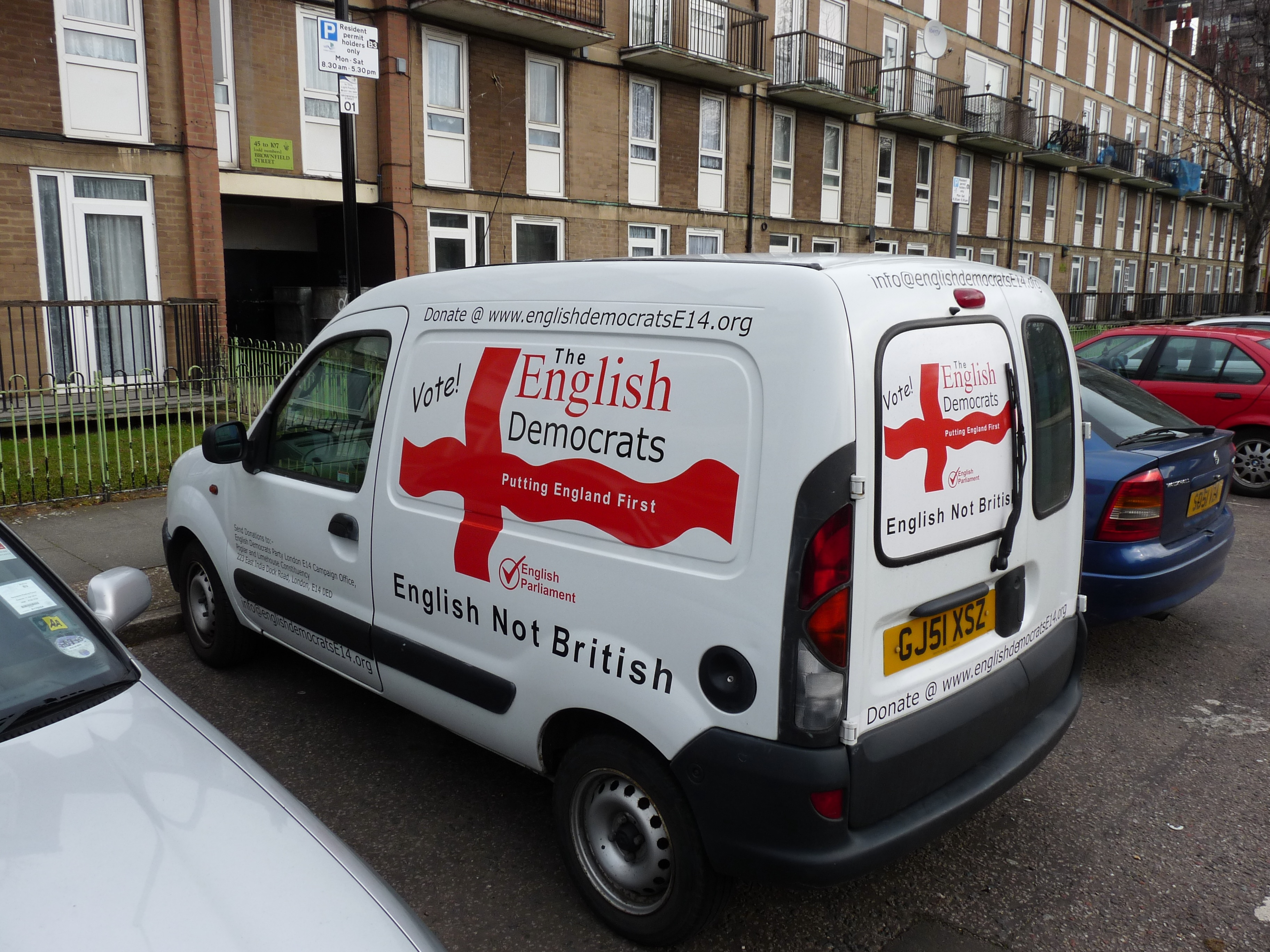
Propagační vůz s logem strany

Angličtí demokraté je pravicová až krajně pravicová anglická nacionalistická politická strana. Jedná se o menší stranu, která v současné době nemá žádné volené zástupce na žádné úrovni politického systému Spojeného království.

## Vznik, historie, ideologie
Strana Angličtí demokraté byla založena v roce 2002 členy skupiny "Kampaň za anglický parlament". Po politických změnách ve Spojeném království, kdy byl ustanoven v roce 1998 Skotský parlament, Velšské národní shromáždění a národní Shromáždění Severního Irska, požadovali zakladatelé strany také samostatný anglický parlament. V roce 2000 strana získala malý počet místních zastupitelů. V roce 2009 byl kandidát strany Peter Davies zvolen starostou metropolitní čtvrti Doncaster, ale v roce 2013 stranu opustil na protest proti přijetí bývalých členů fašistické Britské národní strany (BNP), kteří tehdy tvořili značné procento volebních kandidátů anglických demokratů. V roce 2015 se s Anglickými demokraty sloučila politická strana Veritas.
Jako nacionalistická strana původně Angličtí demokraté chtěli rozbít Spojené království a požadovali, aby se Anglie stala nezávislým státem. Od roku 2016 požadují pouze vytvoření anglického parlamentu, který by působil v rámci federálního Spojeného království.
Strana je euroskeptická a v souvislosti s brexitem podpořila odchod Spojeného království z Evropské unie.